# (32189) 2000 NT25
2000 NT25 (asteroide 32189) é um asteroide da cintura principal. Possui uma excentricidade de 0.08206220 e uma inclinação de 2.37390º.
Este asteroide foi descoberto no dia 4 de julho de 2000 por LONEOS em Anderson Mesa.